# Ugandatrichia lampai
Ugandatrichia lampai är en nattsländeart som beskrevs av Wells och Huisman 1992. Ugandatrichia lampai ingår i släktet Ugandatrichia och familjen smånattsländor. Inga underarter finns listade i Catalogue of Life.